# 6 février 1952
Le mercredi 6 février 1952 est le 37e jour de l'année 1952.

## Naissances
- Charles Goerens, homme politique luxembourgeois
- Francis Gonzalez, athlète français
- Gérard Cornu, personnalité politique française
- Harry Everts, champion du monde de motocross
- Jean-Paul Procureur, politicien belge
- John P. O'Neill (mort le 11 septembre 2001), expert américain de l'antiterrorisme
- Ricardo La Volpe, joueur et entraîneur de football argentin
- Rick Charlesworth, joueur de hockey sur gazon australien
- Steven Callahan, auteur américain, architecte naval, inventeur et navigateur
- Tim Blake, musicien britannique
- Viktor Giacobbo, écrivain, humoriste, modérateur et acteur suisse

## Décès
- George VI (né le 14 décembre 1895), roi du Royaume-Uni (1936-1952)
- Gueorgui Chpaguine (né le 29 avril 1897), ingénieur soviétique
- Harald Paumgarten (né le 4 avril 1904),  fondeur, coureur du combiné nordique et sauteur à ski autrichien
- Jean Croué (né le 9 février 1878), acteur et metteur en scène français

## Événements
- après la mort du roi George VI retrouvé mort dans son lit, sa fille, la princesse Élizabeth Alexandra Mary lui succède au trône du Royaume-Uni et du Commonwealth et prend le nom d'Élisabeth II. Elle est la sixième souveraine à régner sur la Grande-Bretagne, l'Empire britannique et les seize États indépendants associés dans le Commonwealth. Elle devient également, chef de l'Église anglicane et chef des armées du Commonwealth. Elle est mariée avec Philip d’Édimbourg, prince de Grèce et du Danemark